# Forêts de l'intérieur du Parañá et du Paraíba
Localisation
Les forêts de l'intérieur du Paraná et du Paraíba (ou forêts atlantiques du haut Paraná) sont une écorégion terrestre définie par le Fonds mondial pour la nature (WWF), qui appartient au biome des forêts décidues humides tropicales et subtropicales. Elles appartiennent à l'écozone néotropicale dans la phytodivision brésilienne.

## Géographie et climat
L'écorégion se trouve à la bordure sud-ouest du plateau brésilien et atteint 800 m d'altitude. La ville d'Asuncion, capitale du Paraguay, à 43 m d'altitude, est près de la limite de l'écorégion. Il peut couramment geler pendant la saison sèche, entre avril et septembre.
L'écorégion recouvre une grande partie de l'aquifère Guarani : la gestion de l'eau et la recharge des bassins fluviaux donnent lieu à de nombreuses contestations entre États riverains comme entre citadins et agriculteurs. Ribeirão Preto, dans l'État de São Paulo, connaît une expansion urbaine rapide.

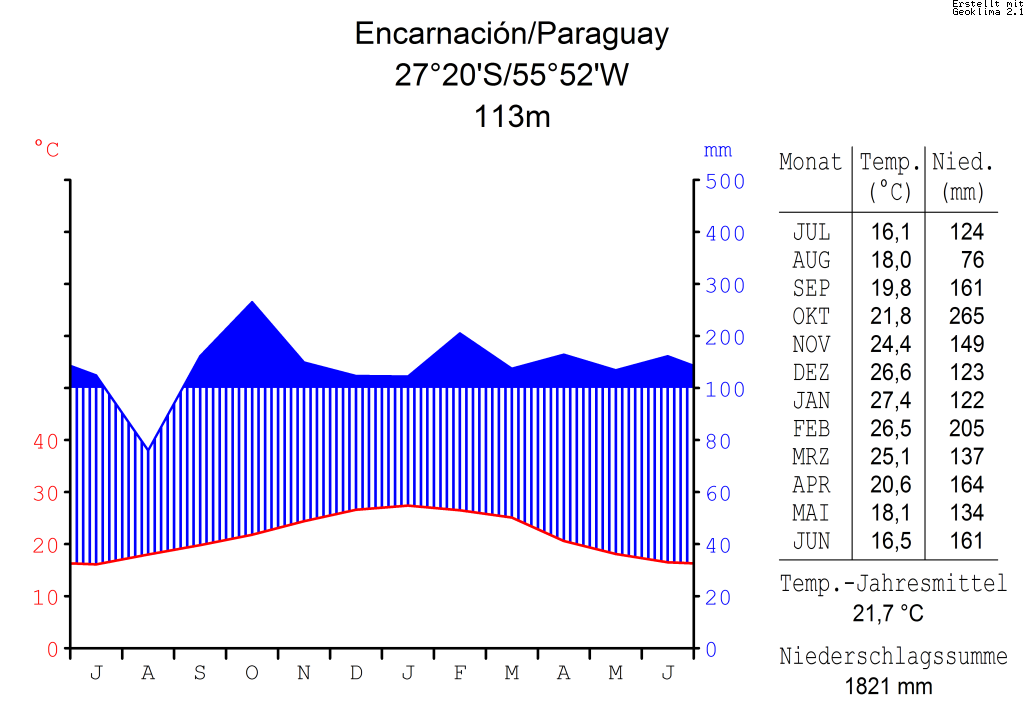
Diagramme climatique d'Encarnación, Paraguay

## Histoire
Jusqu'au XIXe siècle, la région du haut Paraná est surtout habitée par une population clairsemée d'Indiens Guaranis, éleveurs et cultivateurs de manioc, patate douce, canne à sucre, ainsi que de tabac. Le maté, boisson courante dans l'Amérique australe, n'est pas cultivé avant le XXe siècle mais cueilli dans la forêt. Des commerçants portugais s'établissent à Posadas et des colons brésiliens sur le cours supérieur du Río Uruguay.
La guerre de la Triple-Alliance qui, de 1865 à 1870, oppose ce pays à une coalition de l'Argentine, du Brésil et de l'Uruguay, se déroule en grande partie dans cette région : les Paraguayens opposent une résistance acharnée aux forces de la Triple Alliance dans les marécages du sud-est puis, submergés sous le nombre, doivent se réfugier dans la cordillère centrale et finir par accepter une paix désastreuse. La république paraguayenne en sort dépeuplée de sa population mâle et amputée d'une grande partie de son territoire.
Les migrants brésiliens au Paraguay, appelés « Brésilguayens », au nombre de 400 000 à la fin du  XXe siècle, constituent un front pionnier de peuplement agricole où le soja, culture d'exportation, tient la première place. Les propriétaires paraguayens font venir des journaliers brésiliens du Nordeste pour le premier défrichage et la vente du bois puis des colons plus instruits, surtout des Germano-Brésiliens, qui achètent les terres à bon marché et les exploitent.

Histoire du haut Paraná
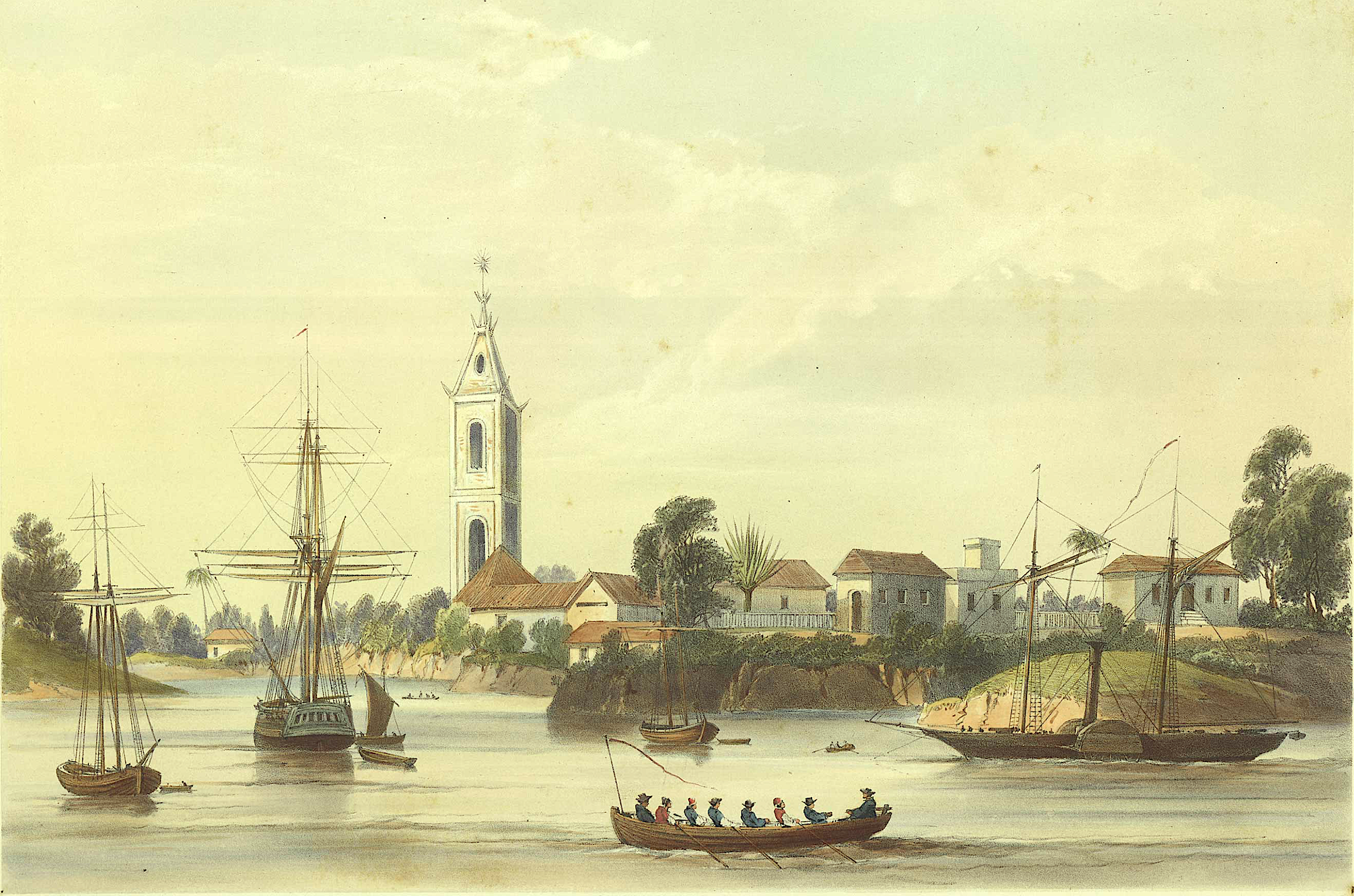
Corrientes au bord du Paraná, aquarelle de William Gore Ouseley, 1852.
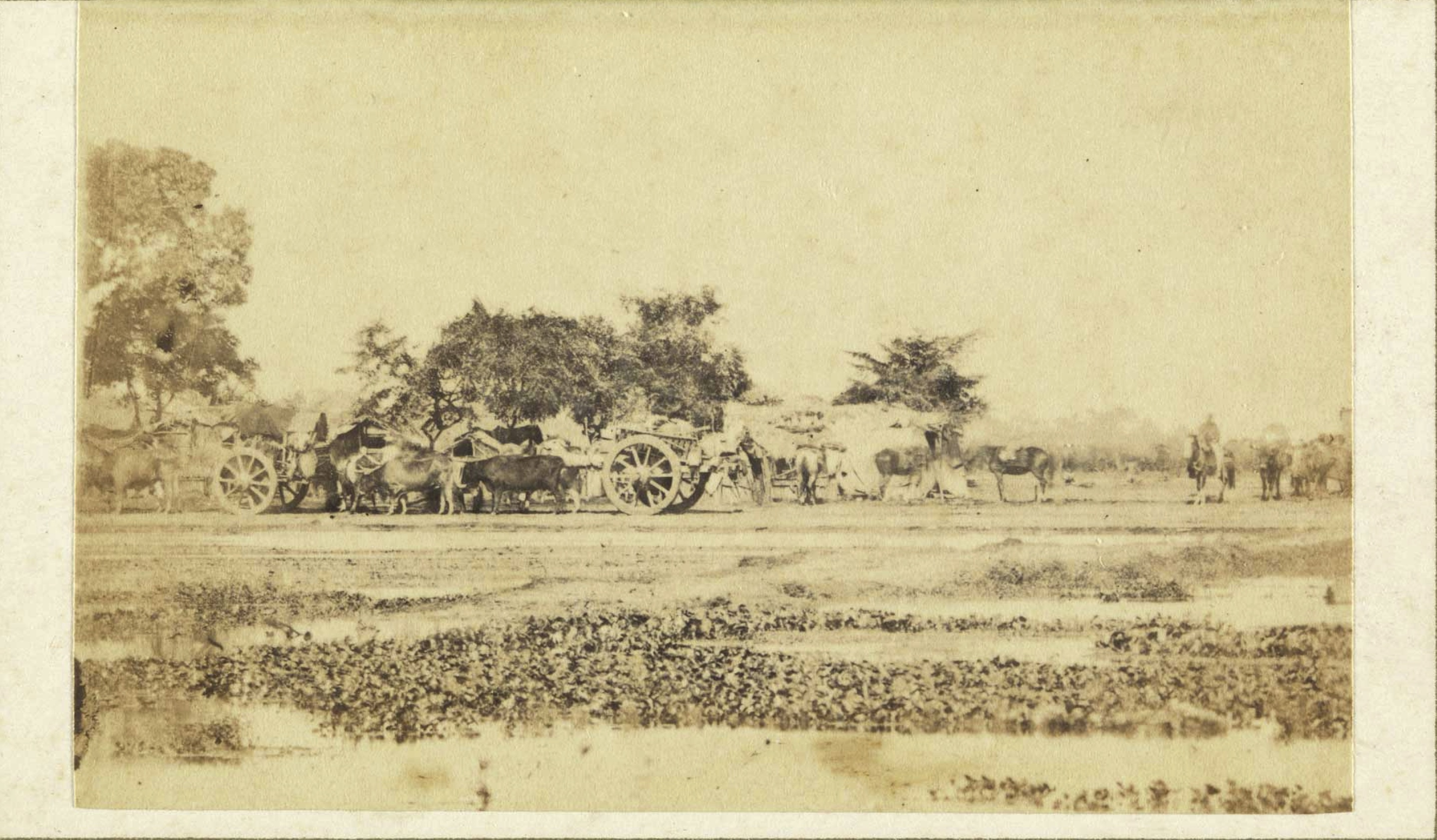
Convoi du général brésilien Caxias traversant les marais de Ñeembucú pendant la guerre de la Triple Alliance en 1868.
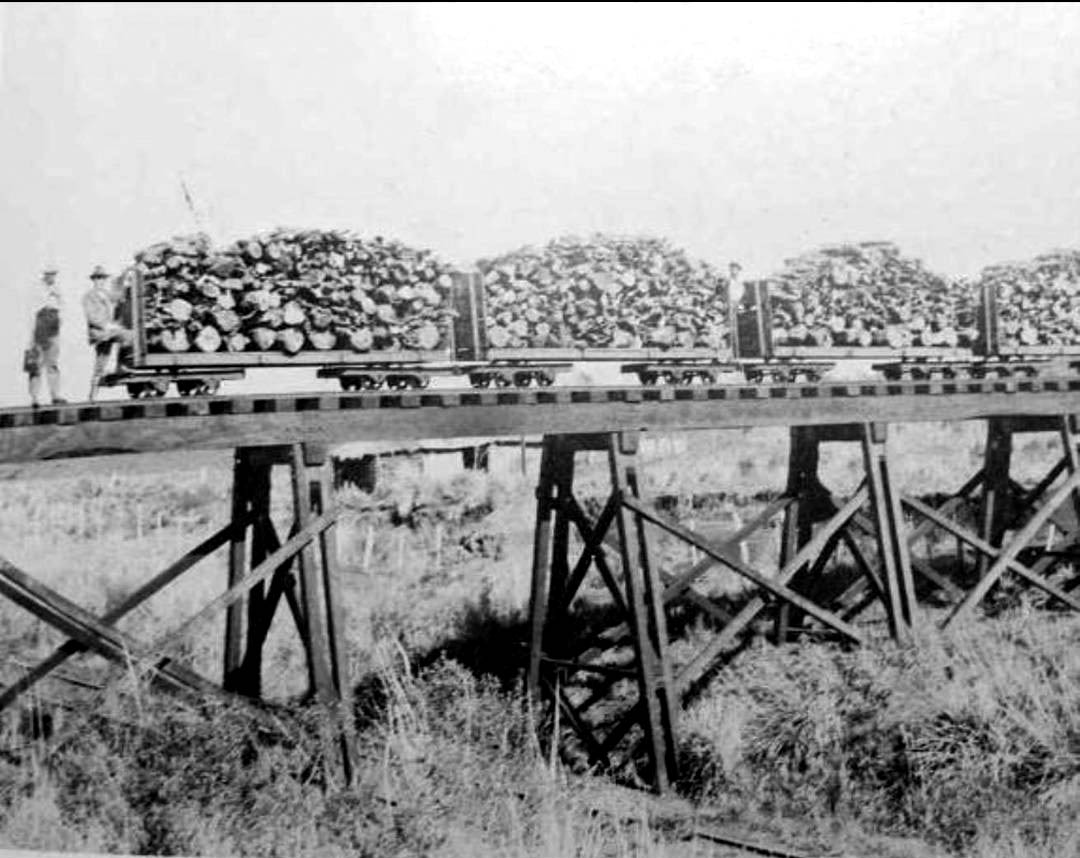
Arrivée du chemin de fer et débitage du bois près de Posadas, XXe s.
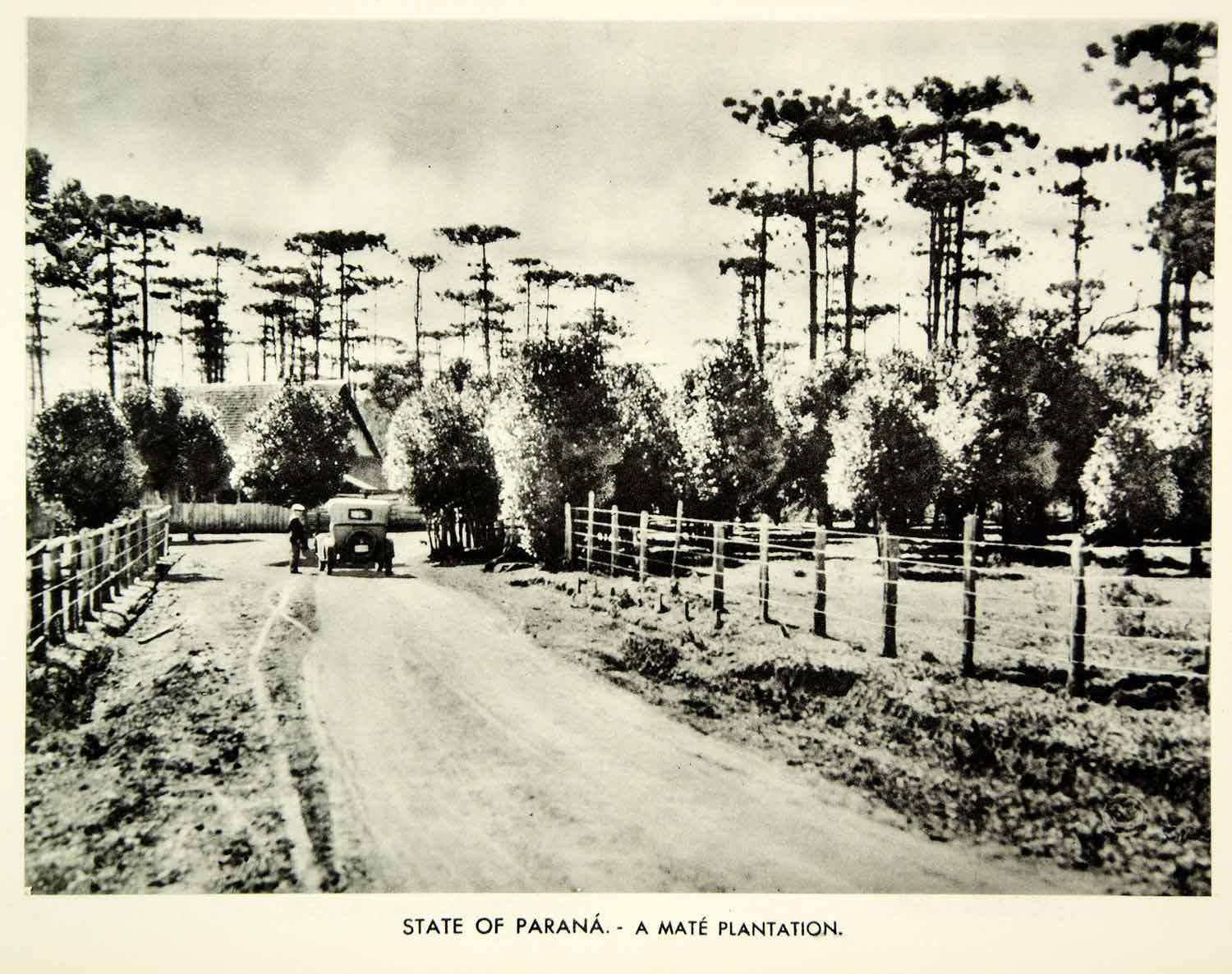
Plantation de maté dans le Paraná avec araucarias à l'arrière-plan, XXe s.

## Flore
La forêt atlantique est une zone de transition entre le Cerrado (savane) et la forêt humide. Jusqu'à la déforestation récente, la  végétation dominante était la forêt mixte, principalement des familles des Lauraceae, Apocynaceae et Leguminosae. Dans le seul État de São Paulo, on compte au moins 662 espèces d'arbres, certains atteignant 35 m de haut. Au Brésil, 95% des forêts ont été détruites : en dehors des parcs nationaux de l'Iguaçu, d'Ilha Grande et d'Itatiaia, il n'en reste que des îlots étroits de moins d'1 km² au milieu des champs et pâturages. En Argentine, un large couloir forestier subsiste dans la province de Misiones. Au Paraguay, le taux de boisement reste assez élevé mais la fragmentation s'est accélérée.

Forêts et paysages du haut Paraná
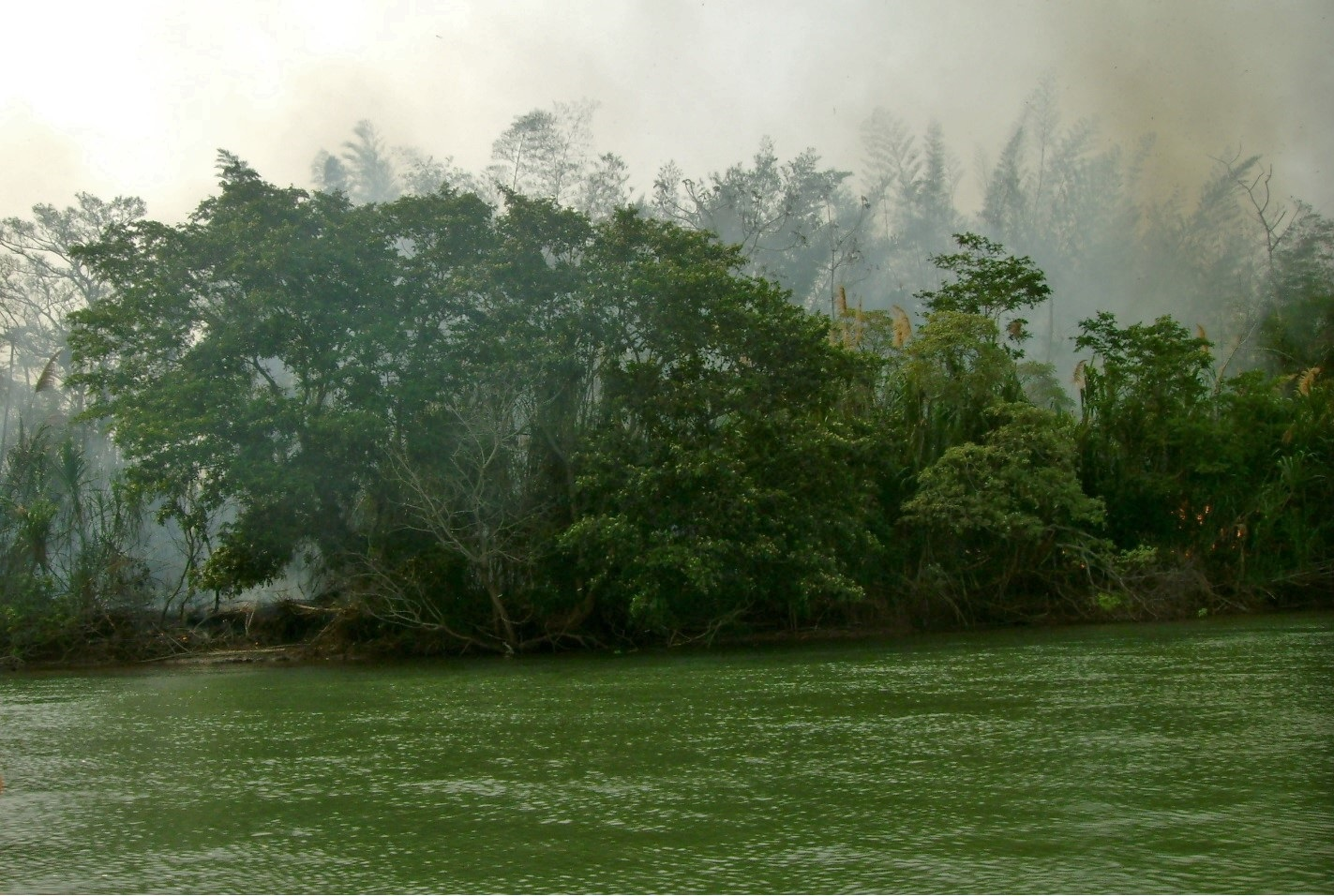
Incendie de forêt dans la réserve d'Ilha Grande en juin 2016.
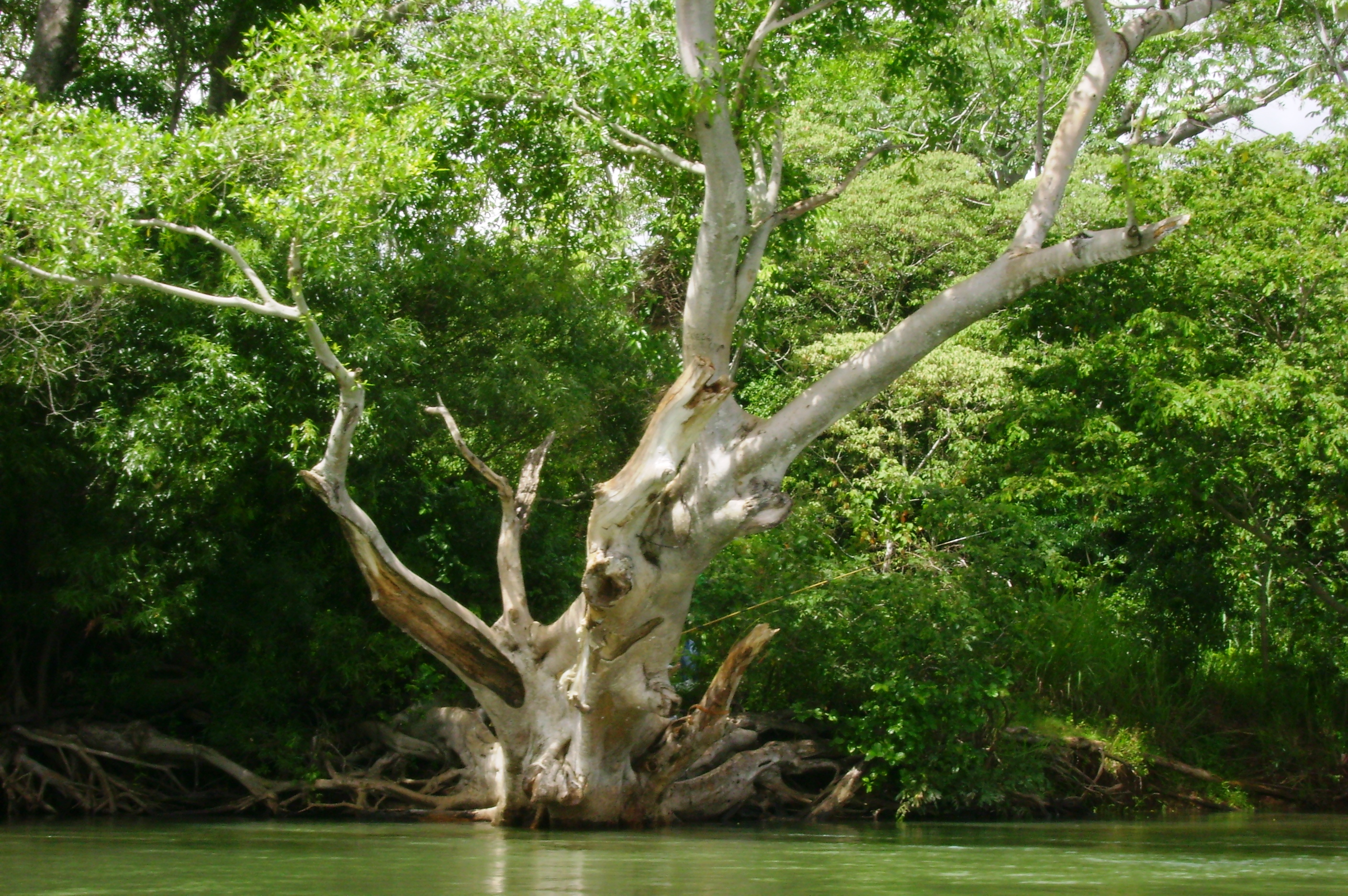
Figuier à Porto Camargo en mars 2008.
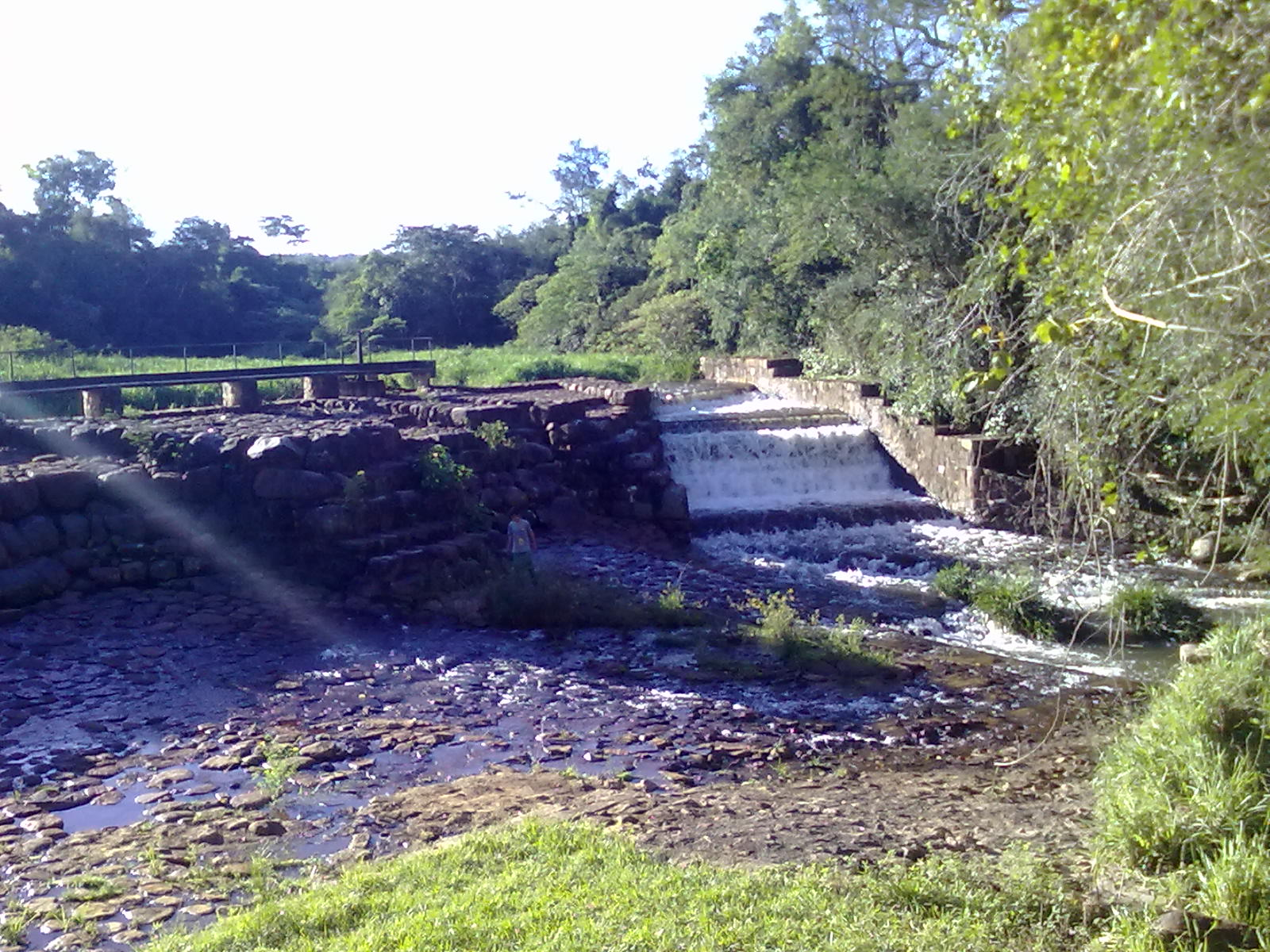
Ruines de la fonderie de fer à Ybycuí (département du Paraguarí) en mars 2014.
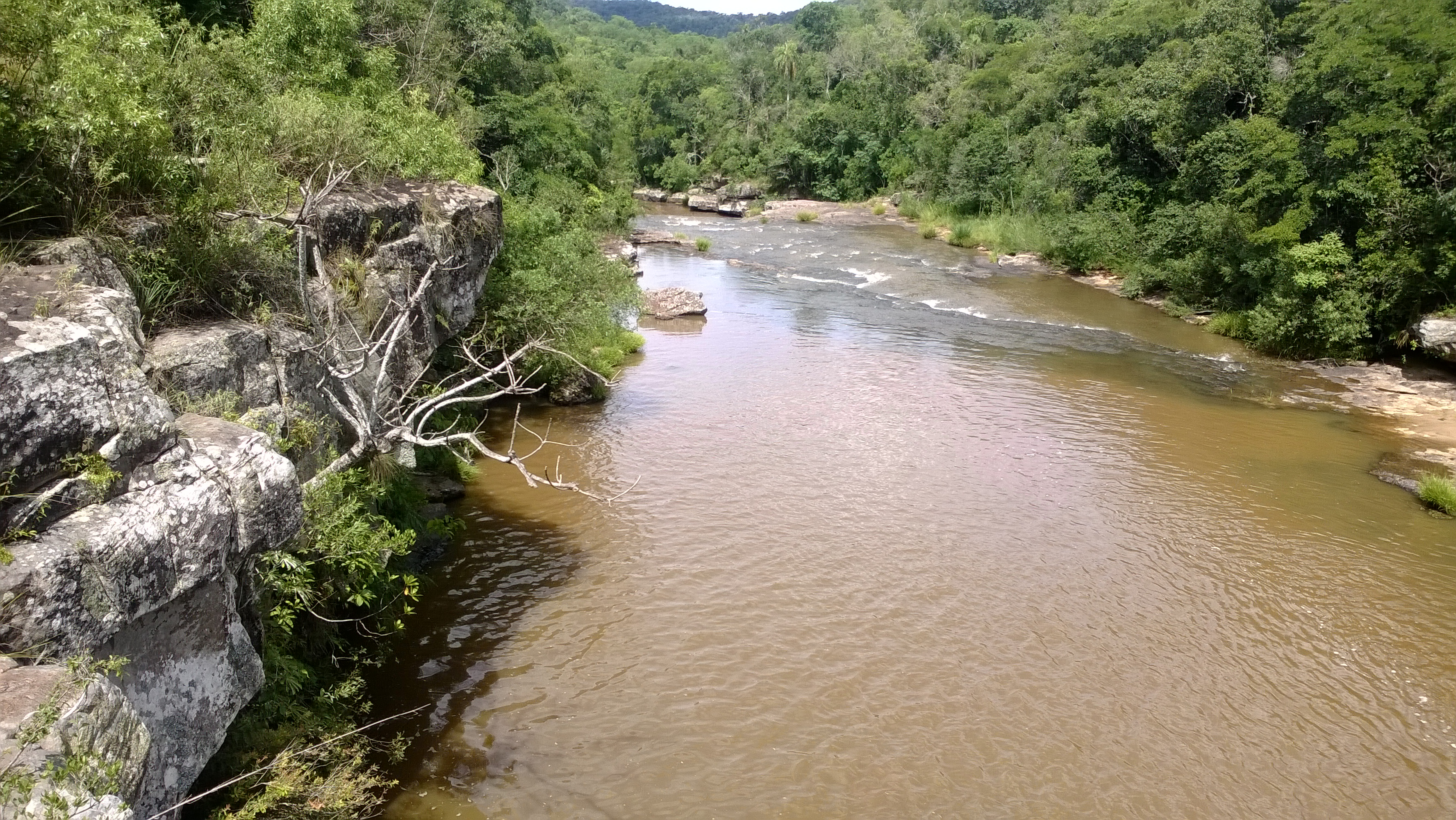
Deuxième chute du Mbokarusu en janvier 2014.

## Faune
Les singes du genre tamarin-lion sont endémiques et emblématiques de l'écorégion. Il n'en reste qu'un millier d'individus et leur survie est menacée car ils ont besoin d'une canopée continue qui ne se rencontre plus qu'en de rares endroits : l'une des quatre espèces, le tamarin-lion à croupe dorée, parfois appelé tamarin-lion noir (tití león negro en espagnol, mico-leão-preto en portugais), est en danger critique d'extinction. Le hurleur brun et l'ocelot subsistent difficilement. Parmi les oiseaux, le taux d'endémisme est élevé. On peut citer parmi les espèces endémiques le synallaxe striolé  et le piprite chaperonné.

Faune du haut Paraná
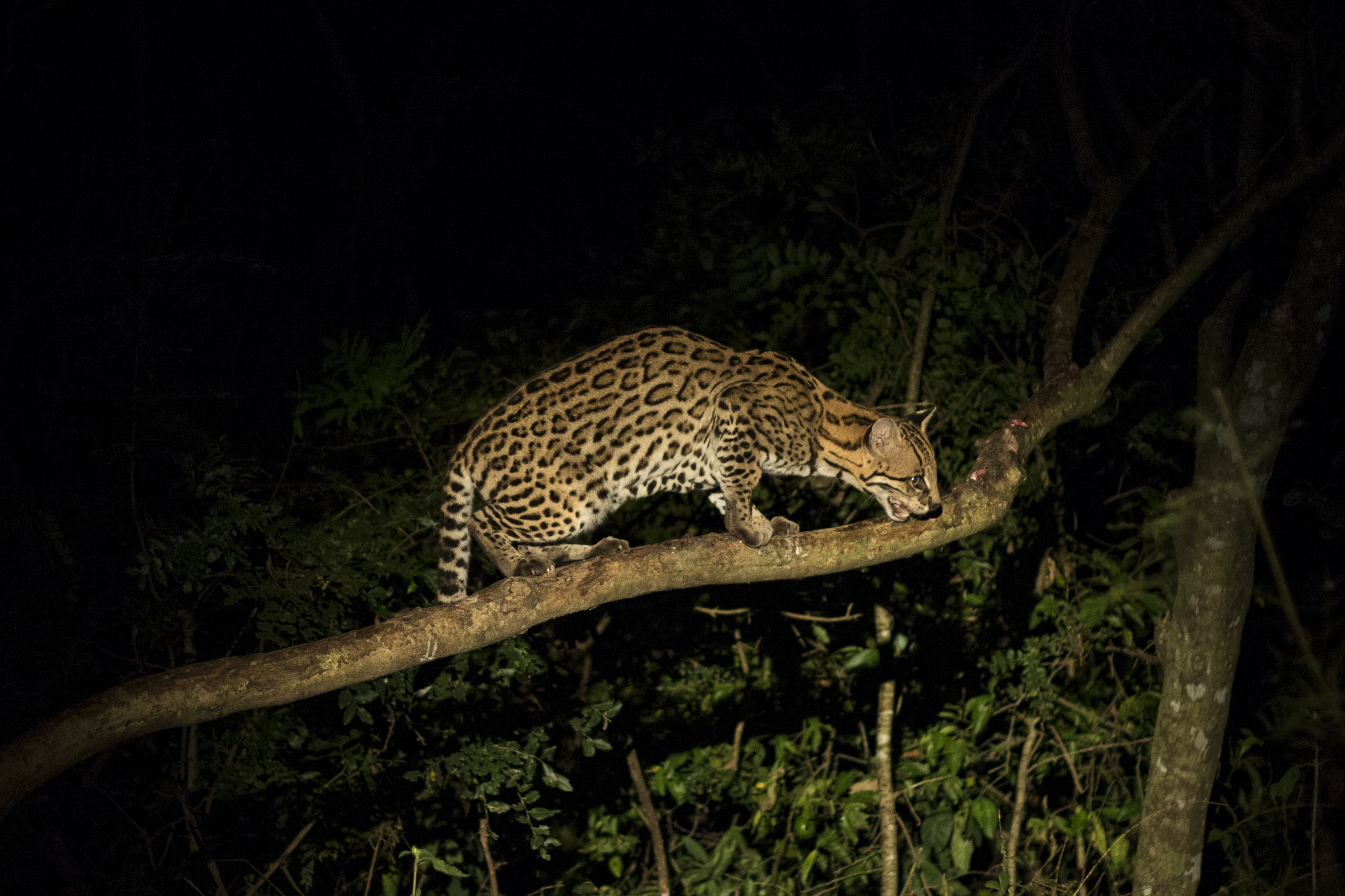
Ocelot au Brésil en mai 2018.
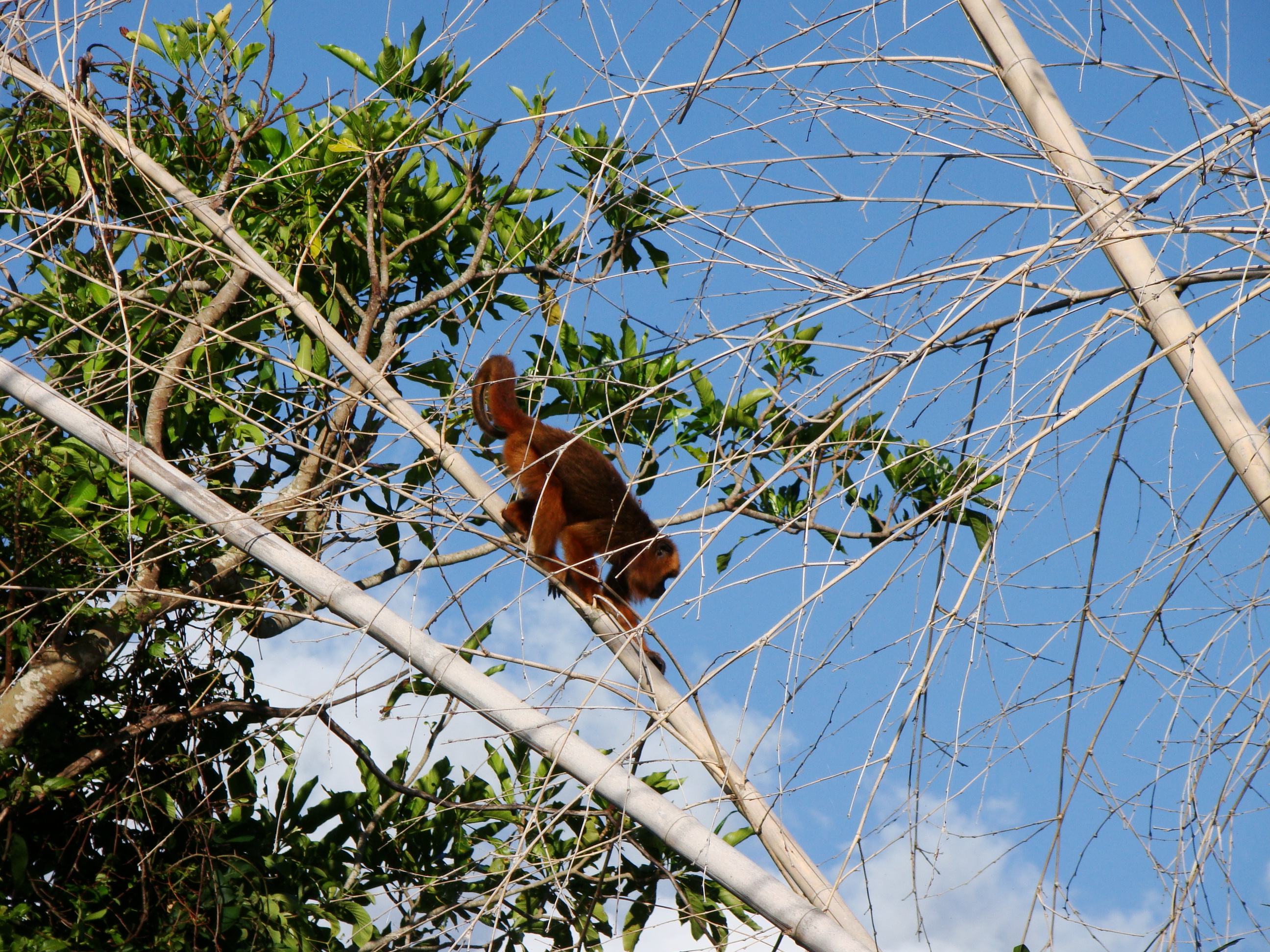
Hurleur brun au parc national d'Ilha Grande en février 2009.
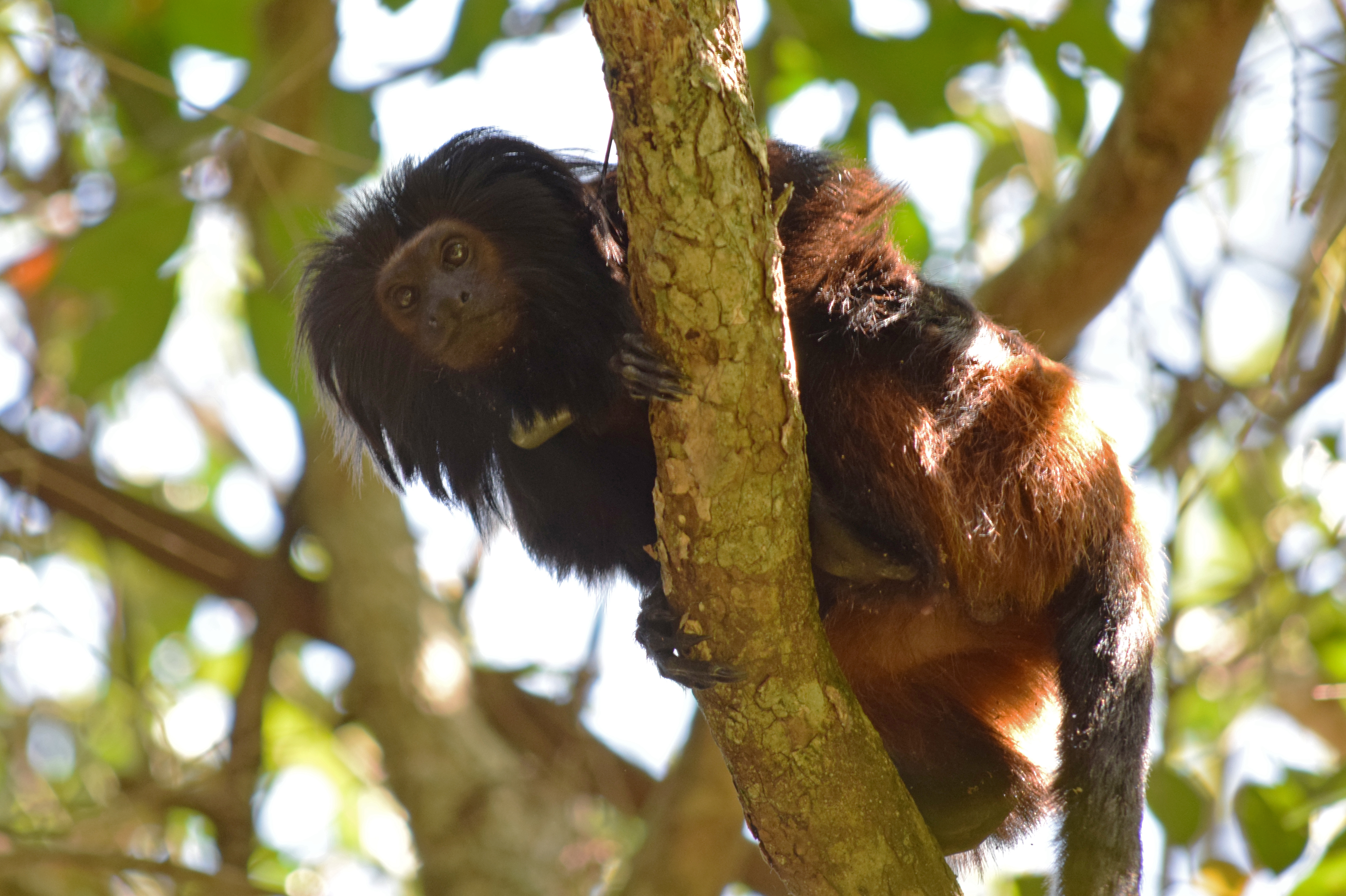
Tamarin-lion à croupe dorée à Teodoro Sampaio (État de São Paulo) en septembre 2014.
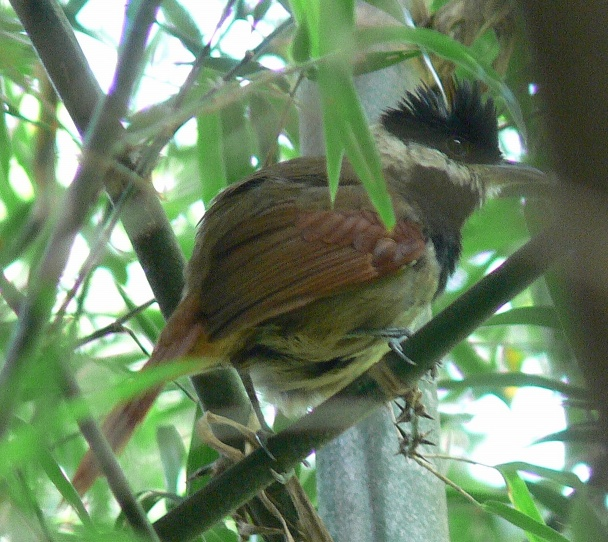
Batara à poitrine noire à Misiones (Argentine) en 2007.

## Aires protégées

### Brésil
- Parc national de l'Iguaçu
- Parc national d'Ilha Grande
- Parc national d'Itatiaia

### Paraguay
- Parc national Cerro Corá
- Réserve Mbatovi
- Parc national de Ñacunday (en)
- Parc national de San Rafael (en)

### Argentine
- Parc national d'Iguazú
- Parc national Río Pilcomayo
- Esteros del Iberá